# Condado de Wyoming (Virgínia Ocidental)
O Condado de Wyoming é um dos 55 condados do estado norte-americano da Virgínia Ocidental. A sede do condado é Pineville, que é também a sua maior cidade. O condado tem uma área de 1300 km² (dos quais 3 km² estão cobertos por água), uma população de 25 708 habitantes, e uma densidade populacional de 20 hab/km² (segundo o censo nacional de 2000). O condado foi fundado em 1850 e recebeu o seu nome a partir da palavra na língua dos índios lenapes que significa "grandes planícies".